# Бостън (подводница)
Вижте пояснителната страница за други значения на Бостън.
„Бостън“ (USS Boston, бордови номер SSN-703) е ударна подводница от клас „Лос Анджелис“, седмият плавателен съд, който носи името на град Бостън в щата Масачузетс, САЩ.
На 10 декември 1973 г. за изпълнител на поръчката за построяването на кораба е определено поделението „Електрик Боут“ на „Дженерал Дайнамикс Корпорейшън“. На 11 август 1978 г. започват работите по построяването на кораба. Спонсориран от Едуард Идалго, на 19 април 1980 г. е пуснат във вода. Подводницата струва около 900 милиона долара. На 30 януари 1982 г. е въведена в експлоатация под командването на кап. Джон М. Бар. През 1998 г. „Бостън“ участва в учебната програма УНИТАС в Южна Америка.
На 19 ноември 1999 г. „Бостън“ е изведена от експлоатация и е премахната от регистъра на военните кораби. На 1 октомври 2001 г. влиза в програмата за рециклиране на кораби с ядрено задвижване в гр. Бремертън във Вашингтон и на 19 септември 2002 г. престава да съществува. Рубката и вертикалният рул са запазени и са изложени като музейни експонати във Военния парк в гр. Бъфало.
„Бостън“ е носител на над 15 награди. Екипажът се отличава в редица случаи с проявяване на похвална служба и отлично изпълнение на поставените задачи. Две от получените награди са наградата „Арлей Бърк“ и наградата от фонда за бойни кораби „Марджъри Стерет“ (1996), като всяка от тях се връчва на един кораб от Тихоокеанския флот на САЩ и на един от Атлантическия флот на САЩ.
„Бостън“ е една от трите подводници от клас „Лос Анджелис“, които са представени в романа на Том Кланси „Операция Червена буря“ (Red Storm Rising). Описан е успешно нанесен ракетен удар от страна на „Чикаго“, „Бостън“ и „Провидънс“ по база на Ту-22М.